# Тољијано (Удине)
Тољијано је насеље у Италији у округу Удине, региону Фурланија-Јулијска крајина.
Према процени из 2011. у насељу је живело 331 становника. Насеље се налази на надморској висини од 126 м.